# Castillo de Castellgalí
El castillo de Castellgalí o castillo de Galí, tal como se conocía en referencia a su primer señor, es una fortificación en ruinas que se encuentra situada sobre una colina disponiendo así de una situación estratégica envidiable y un dominio absoluto hacia el pueblo de Castellgalí, en el Bages.

## Historia
Destruido en el siglo XV, y a pesar de que hoy en día está en ruinas, el castillo mantiene un simbolismo especial dado que dio el nombre a la villa. A lo largo de su historia pasó por diferentes propietarios hasta la posterior desaparición.
Está documentado ya en 867, donde aparece citado el Castelo de Galindo ("castillo de Galí") que demuestra el origen del topónimo.
El 1178, Sibila, que lo había heredado de su madre Arsenda, lo vendió al conde-rey Alfonso II de Aragón que lo dio en feudo a una familia de apellido Castellgalí. En 1350 la señoría fue adquirida por Bernat de Torres, para pasar más adelante a los Rajadell (1413) y los Amigant (1673).
Fue cedido de forma momentánea al monasterio de Montserrat durante la guerra contra el rey Juan II. Sus últimos señores feudales fueron los Despujol, marqueses de Palmerola. Se cree que quedó destruido entre 1462 y 1472.
El antiguo hostal fue transformado en 1683 en residencia señorial. También había existido una pequeña capilla románica que pertenecía al castillo, la capilla de Santa María, de la que todavía quedan algunos vestigios al lado de los pocos restos del castillo.